# (7522) 1991 AJ
A (7522) 1991 AJ a Naprendszer kisbolygóövében található aszteroida. Masaru Arai és Hiroshi Mori fedezte fel 1991. január 9-én.